# Lucas Bjerregaard
Lucas Bjerregaard (Frederikshavn, 14 augustus 1991) is een Deense professionele golfer. 
Na allerlei sporten te proberen kwam Lucas op 10-jarige leeftijd in aanraking met golf. Zijn vader werd toen lid van de Frederikshavn Golf Club. 

## Amateur
Bjerregaard studeert in Florida, speelt college golf en is lid van de Amerikaanse Junior Golf Associatie. In 2011 is hij klaar met zijn studie. Hij heeft in 2011 handicap +5,5.
In 2010 won hij het Europees Amateur met een score van -15, en bleef daarmee een slag voor op Tommy Fleetwood en Andrea Pavan. Daarmee is hij de tweede Deen die Europees Amateur is geworden, de eerste Deen was Morten Backhausen, die in 1993 de play-off won van Lee Westwood.

### Overwinningen
- 2007: Danish Amateur
- 2008: Danish Amateur
- 2008: Hellenic Amateur
- 2010: Danish Stroke Play, Toyota Junior World Cup, Europees Amateur Kampioenschap (273, -15)

### Teams
- Jacques Leglise Trophy: 2009

## Professional
Lucas Bjerregaard werd in 2011 professional. Hij begon aanvankelijk in de Nordic League, welke hij in 2012 ook won. Hiermee verdiende hij zijn plaats op de Europese Challenge Tour. Na 1 seizoen op deze tour stapte hij al over naar de Europese PGA Tour. 
Bjerregaard kent zijn eerste groot succes in 2017 dankzij winst op de Portugal Masters. In 2018 eindigde Bjerregaard 13e in de eindstand van de Race to Dubai, mede dankzij een overwinning op de Alfred Dunhill Links Championship. Anderzijds eindigde hij in 2018  10 keer in de top-10 van de Europese PGA Tour. 

### Overwinningen
Nordic League
- 2011: Isaberg Open
- 2012: Soderby Masters
- 2013: ECCO Spanish Open

Europese PGA Tour
- 2017: Portugal Masters
- 2018: Alfred Dunhill Links Championship

Andere overwinningen
- 2017: GolfSixes, samen met Thorbjørn Olesen